# Яригатаке
Гора Яри (Яригата́ке) (яп. 槍ヶ岳, Yari-ga-take) — второй по вышине пик японского горного хребта Хида. Находится в южной части хребта, в префектурах Нагано и Гифу.

## Описание
Название горы происходит от её формы, которая напоминает копьё (枪 — яри), устремлённое в небо. Благодаря своей форме она также называется японским Маттерхорном.
От пирамидальной горы во всех направлениях расходятся хребты и впадины. Хребта четыре, и они носят названия:
- Хигасикама (東鎌) — идёт в направлении востока;
- Ярихотака (槍穂高) — в направлении юга;
- Нисикама (西镰) — в направлении запада;
- Китакама (北镰) — в направлении севера.

Впадин, соответственно, тоже четыре:
- Яридзава (槍沢) — располагается на юго-востоке;
- Хидадзава или Яридаира (飛騨沢 или 槍平) — на юго-западе;
- Сенъёдзава (千丈沢) — на северо-западе;
- Тенъёдзава (天丈沢) — на северо-востоке.